# 香農 (阿拉巴馬州)
香農（英語：Shannon）是一個位於美國阿拉巴馬州傑佛遜縣的非建制地區。該地的面積和人口皆未知。

## 地理
香農的座標為33°24′19″N 86°52′19″W / 33.40528°N 86.87194°W，而該地的平均海拔高度為197米（即646英尺）。